# Lot M. Morrill
Lot Myrick Morrill (13. maj 1813 i Belgrade, Maine – 10. januar 1883 i Augusta) var en amerikansk jurist og republikansk politiker, kendt som landets 31. finansminister under præsidenten Ulysses S. Grant i perioden mellem 7. juli 1876 til 9. marts 1877.
Morrill startede sin karriere ved at studere retsvidenskab ved Waterville College (nuværende Colby College) og fik sin godkendelse til at arbejde som jurist i 1839, hvorpå han praktiserede dette i Readfield. I 1841 flyttede han til Augusta og blev siden medlem af Maine State Senate i perioden mellem 1854-1856, og i 1858 blev han valgt som guvernør i Maine. Hans ældre bror Anson Peaslee Morrill var for øvrigt guvernør i Maine bare to år tidligere. Morrill forlod guvernørembedet i 1861 da han blev indvalgt til USA's senat hvor han efterfulgte Abraham Lincolns vicepræsident Hannibal Hamlin som senator fra Maine.
Han var senator til marts 1869 da han blev efterfulgt af Hannibal Hamlin, men da senator William P. Fessenden fra Maine afgik med døden i september samme år blev Morrill igen udnævnt til senatet, hvor han da gjorde tjeneste sammen med Hamlin. I 1876 blev Morrill udnævnt til landets næste finansminister af præsident Ulysses S. Grant mens James Blaine efterfulgte ham i senatet. Morrill var minister helt frem til Grants afgang den 3. marts 1877, og fik fortsætte i yderligere fem dage under præsident Rutherford B. Hayes før John Sherman blev udnævnt til Morrills efterfølger.
Morrill døde den 10. januar 1883 i Augusta og blev senere begravet ved Forest Grove Cemetery i samme by.